# Assago Milanofiori Nord
Assago Milanofiori Nord – stacja metra w Mediolanie, na linii M2. Znajduje się na viale Milanofiori, w Assago i zlokalizowana jest pomiędzy stacją Famagosta a Milanofiori Forum. Została otwarta w lutym 2011.